# Stazione di Chigasaki
La stazione di Chigasaki (茅ヶ崎駅?, Chigasaki-eki) è una stazione ferroviaria situata nella città omonima, città nella prefettura di Kanagawa. Si trova a 56,8 km ferroviari dalla stazione di Tokyo.

## Linee
JR East
■ Linea principale Tōkaidō
■ Linea Shōnan-Shinjuku
■ Linea Sagami

## Struttura
La stazione è dotata di una banchina a isola servente 3 binari
| 1-2 | ■ Linea Sagami             |  | per Ebina, Kamimizo, Hashimoto e Hachiōji (linea Yokohama) |
| 3   | ■ Linea principale Tōkaidō |  | per Shinagawa, Tokyo e stazione di Shinjuku                |
| 4   | ■ Linea principale Tōkaidō |  | per Hiratsuka, Odawara, Atami e Itō                        |
| 5   | ■ Linea principale Tōkaidō |  | per Ōfuna, Yokohama e Tokyo                                |
| 5   | ■ Linea Shōnan-Shinjuku    |  | per Shinjuku, Ōmiya, Kumagaya, Takasaki e Maebashi         |
| 6   | ■ Linea principale Tōkaidō |  | per Hiratsuka, Odawara, Atami e Itō                        |

## Stazioni adiacenti
| «                        | Servizio                 | »                        |
| Linea principale Tōkaidō | Linea principale Tōkaidō | Linea principale Tōkaidō |
| ------------------------ | ------------------------ | ------------------------ |
| Tsujidō                  | Locale                   | Hiratsuka                |
| Fujisawa                 | Acty                     | Hiratsuka                |
| Fujisawa                 | Rapido pendolari         | Hiratsuka                |
| Linea Shōnan-Shinjuku    |                          |                          |
| Tsujidō                  | Rapido                   | Hiratsuka                |
| Fujisawa                 | Rapido speciale          | Hiratsuka                |
| Linea Sagami             |                          |                          |
| Capolinea                | Rapido                   | Kita-Chigasaki           |